# Харпер, Крис
Крис Харпер (англ. Chris Harper род. 23 ноября 1994, Терсди) — австралийский профессиональный шоссейный велогонщик, выступающий c 2020 года за команду мирового тура «Jumbo-Visma».Победитель общего зачёта UCI Oceania Tour (2018), чемпион Океании по шоссейному велоспорту в групповой гонке (2018).

## Достижения
2016
2-й  Чемпионат Океании — Групповая гонка U23
6-й Чемпионат Океании — Групповая гонка
2017
6-й Тур Лангкави — Генеральная классификация
2018
1-й UCI Oceania Tour
1-й  Чемпион Океании — Групповая гонка
3-й  Чемпионат Австралии — Групповая гонка
4-й Тур Японии — Генеральная классификация
1-й  — Молодёжная классификация
6-й Херальд Сан Тур — Генеральная классификация
7-й Нью Зиланд Сайкл Классик — Генеральная классификация
2019
1-й  Тур де Савойя Монблан — Генеральная классификация
1-й  — Очковая классификация
1-й  — Горная классификация
1-й — Этапы 4 и 5
1-й  Тур Японии — Генеральная классификация
1-й  — Молодёжная классификация
1-й — Этап 6
2-й  Чемпионат Австралии — Групповая гонка
3-й  Чемпионат Океании — Групповая гонка
4-й Херальд Сан Тур — Генеральная классификация
5-й Тур Бихора — Генеральная классификация
6-й Чемпионат Океании — Индивидуальная гонка
2020
3-й  Чемпионат Австралии — Индивидуальная гонка
7-й Чемпионат Австралии — Групповая гонка